# گرینویل (کارولینای جنوبی)
گرینویل(به انگلیسی: Greenville) شهری در ایالت کارولینای جنوبی کشور ایالات متحده آمریکا است که جمعیت آن در سرشماری سال ۲۰۱۳ میلادی، ۶۱،۹۳۷ نفر بوده‌است.گرینویل ششمین شهر بزرگ ایالت میباشد.

## موقعیت جغرافیایی
موقعیت جغرافیایی شهرها و مناطق اطراف به شرح زیر است: